# Домброва-Тарновска (гмина)
Домброва-Тарновска (пол. Dąbrowa Tarnowska) — гмина (волость) в Польше, входит как административная единица в Домбровский повет, Малопольское воеводство. Население — 20 631 человек (на 2004 год).

## Демография
| Перепись                       | Всего   | Всего | Женщины | Женщины | Мужчины | Мужчины |
| ------------------------------ | ------- | ----- | ------- | ------- | ------- | ------- |
| Единицы                        | человек | %     | человек | %       | человек | %       |
| Население                      | 20 201  | 100   | 10 214  | 50,6    | 9987    | 49,4    |
| Плотность населения (чел./км²) | 178,1   | 178,1 | 90      | 90      | 88      | 88      |

## Сельские округа
1. Брник
2. Грушув-Малы
3. Грушув-Вельки
4. Ляскувка-Хоронска
5. Липины
6. Можихна
7. Нечайна-Дольна
8. Нечайна-Гурна
9. Сменгожув
10. Суткув
11. Шарварк
12. Желязувка

## Соседние гмины
1. Гмина Лися-Гура
2. Гмина Менджехув
3. Гмина Олесно
4. Гмина Радгощ
5. Гмина Щуцин
6. Гмина Жабно